# Maladie de Dukes
Pour les articles homonymes, voir Dukes.
 Mise en garde médicale
La maladie de Dukes ou quatrième maladie (éruptive du nourrisson) est liée aux virus enterovirus, echovirus et virus coxsackie. Les termes de « maladie de Dukes » ou de « quatrième maladie » ne sont plus guère utilisés de nos jours. Le nom de la quatrième maladie provient du fait qu'à l'époque où l'on a voulu établir une liste des maladies provoquant un exanthème infantile, elle a été la quatrième à être énumérée.
Elle se manifeste par des éruptions cutanées pouvant être caractéristiques du type de virus. Les symptômes de la maladie de Dukes sont fièvre, nausée, vomissement et diarrhée accompagnés de symptômes viraux typiques (photophobie, lymphadénopathie, maux de gorge et encéphalite). Les rashs cutanés, souvent généralisés, peuvent apparaître à tout moment de la maladie. Ils consistent en des maculopapules érythémateuses avec superposition qui peuvent être urticariennes, vésiculeuses ou quelques fois pétéchiales. La paume des mains et la plante des pieds peuvent être touchées. Les manifestations cutanées sont plus communes chez l'enfant que chez l'adulte. Elles disparaissent sans laisser de pigmentation ou de dépigmentation.